# Full (rivista)
Full è stata una rivista a fumetti pubblicata in Italia dalla Sergio Bonelli Editore negli anni ottanta. Fu il primo tentativo dell'editore di usare un formato diverso da quello standard della propria casa editrice e che da essa prese il nome, il bonellide.

## Storia editoriale
Venne pubblicata per 28 numeri nel 1983 e nacque in un periodo di profonda crisi del mercato del fumetto nel quale, dopo le elevate tirature che avevano caratterizzato le serie a fumetti nei decenni successivi al secondo dopoguerra, dalla fine degli anni settanta e nei primi anni ottanta ci fu un calo progressivo delle vendite per tutti gli editori di fumetti. Per cercare di rilanciare la propria produzione, l'editore Sergio Bonelli decise di proporre una pubblicazione completamente diversa dagli standard della propria produzione editoriale che fino ad allora era stata pubblicata nel caratteristico formato bonellide; questa nuova testata sarebbe stata una rivista a tutti gli effetti con rubriche alternate a storie a fumetti, simile ad altre pubblicazioni italiane di altri editori, come Lanciostory o Il Monello. Il tentativo però non ebbe il successo sperato e la rivista venne chiusa l'anno stesso dopo 28 numeri.